# ギャルソン!
『ギャルソン!』（原題：Garçon!）は、1983年制作のフランスのコメディ映画。クロード・ソーテ監督、イヴ・モンタン主演。

## あらすじ
アレックスは20年前に妻と離婚、今は海辺のリゾート地に子供たちのための遊園地を造るという将来の目的のため、パリのとあるレストランでチーフ・ウェイター（ギャルソン）として働いていた。
ある日、彼は昔の恋人クレールと偶然再会する。再び胸を熱くするアレックス。クレールは夫とうまくいっておらず離婚するつもりだというが、本当に愛しているのは今アフリカに行っている青年だと彼女の口から聞いてショックを受ける。
そんな中、着々と進んでいた遊園地の計画に、ある事情でさらに10万フランもの大金が必要となり、アレックスは頭を抱える。

## キャスト
- アレックス：イヴ・モンタン
- クレール：ニコール・ガルシア
- フランシス：ベルナール・フレッソン
- マリー＝ピエール：マリー・デュボワ
- グロリア：ロージー・ヴァルト
- ジルベール：ジャック・ヴィルレ
- コリーヌ：ドミニク・ラファン
- シモン：イヴ・ロベール
- アルマン：ユベール・デシャン
- アンリ・ジュネ